# Pękacz gruszkowaty
Pękacz gruszkowaty, słupnik gruszkowaty (Phallogaster saccatus Morgan) – gatunek grzybów z rodziny Phallogastraceae.

## Systematyka i nazewnictwo
Pozycja w klasyfikacji według Index Fungorum: Phallogaster, Phallogastraceae, Hysterangiales, Phallomycetidae, Agaricomycetes, Agaricomycotina, Basidiomycota, Fung.
Po raz pierwszy opisał go w 1893 r. Andrew Price Morgan na ziemi w USA i nadana przez niego nazwa naukowa jest aktualna.
W 1982 r. Barbara Gumińska nadała mu polską nazwę słupnik gruszkowaty, w 2003 r. Władysław Wojewoda zarekomendował nazwę pękacz gruszkowaty.

## Morfologia
Bazydiokarp
W młodym wieku w przybliżeniu kulisty, później maczugowaty, o szerokości 10–20(30) mm i wysokości 10–50(60) mm, wyrastający na wąskim trzonie z przezroczystymi, brudnobiałymi sznurami grzybniowymi. Powierzchnia zewnętrzna różowo-mięsna z naprzemiennie występującymi brudnobiałymi i brązowawymi plamami. Dojrzały bazydiokarp pęka na kilka płatów i staje się widoczna zielona gleba, która wydziela zapach padliny. Na przekroju młodego owocnika widoczne są perydia o różowo-mięsnym kolorze i zielona, przypominająca mózg gleba, która jest podzielona na kilka obszarów mleczno-galaretowatą „masą”.
Cechy mikroskopowe
Bazydiospory cylindryczne do wąskio eliptycznych, gładkie, szkliste do zielonkawych, 4-5,5 × 1,5–2,5 μm. Podstawki cylindryczne, 7–10 × 1,5–4 μm lub 20–25 μm × 4–5 µm, 6–8 zarodnikowe z bardzo krótkimi, ledwo widocznymi sterygmami. Ściana perydium zbudowana z komórek zaokrąglonych do kulistych.

## Występowanie i siedlisko
Podano występowanie pękacza gruszkowatego w Europie i Ameryce Północnej. W Polsce do 2003 r. podano trzy stanowiska, w 2010 następne. Znajduje się na Czerwonej liście roślin i grzybów Polski. Ma status E – gatunek wymierający, którego przeżycie jest mało prawdopodobne, jeśli nadal będą działać czynniki zagrożenia. Znajduje się na czerwonych listach również w Niemczech, Słowacji, Czechach i Austrii. Jest rzadki, ale także łatwy do przeoczenia w terenie ze względu na swoje niewielkie rozmiary. Wydzielany zapach padliny jest słaby i też możliwy do przeoczenia.
Grzyb naziemny lub półpodziemny, w Polsce notowany w lasach mieszanych wśród opadłych liści na wapiennym podłożu. Występuje także w zaroślach, na próchnicy, poboczach dróg, składowiskach drewna. Rozwija się na zgniłym drewnie drzew liściastych i iglastych. Prawdopodobnie jest saprotrofem. Owocniki tworzy od wiosny do wczesnego lata i w tym samym miejscu może pojawiać się przez wiele lat.